# Richard Steven Horvitz
Richard Steven Horvitz (født 29. juli 1966) er en amerikansk skuespiller.